# Дупа Слона

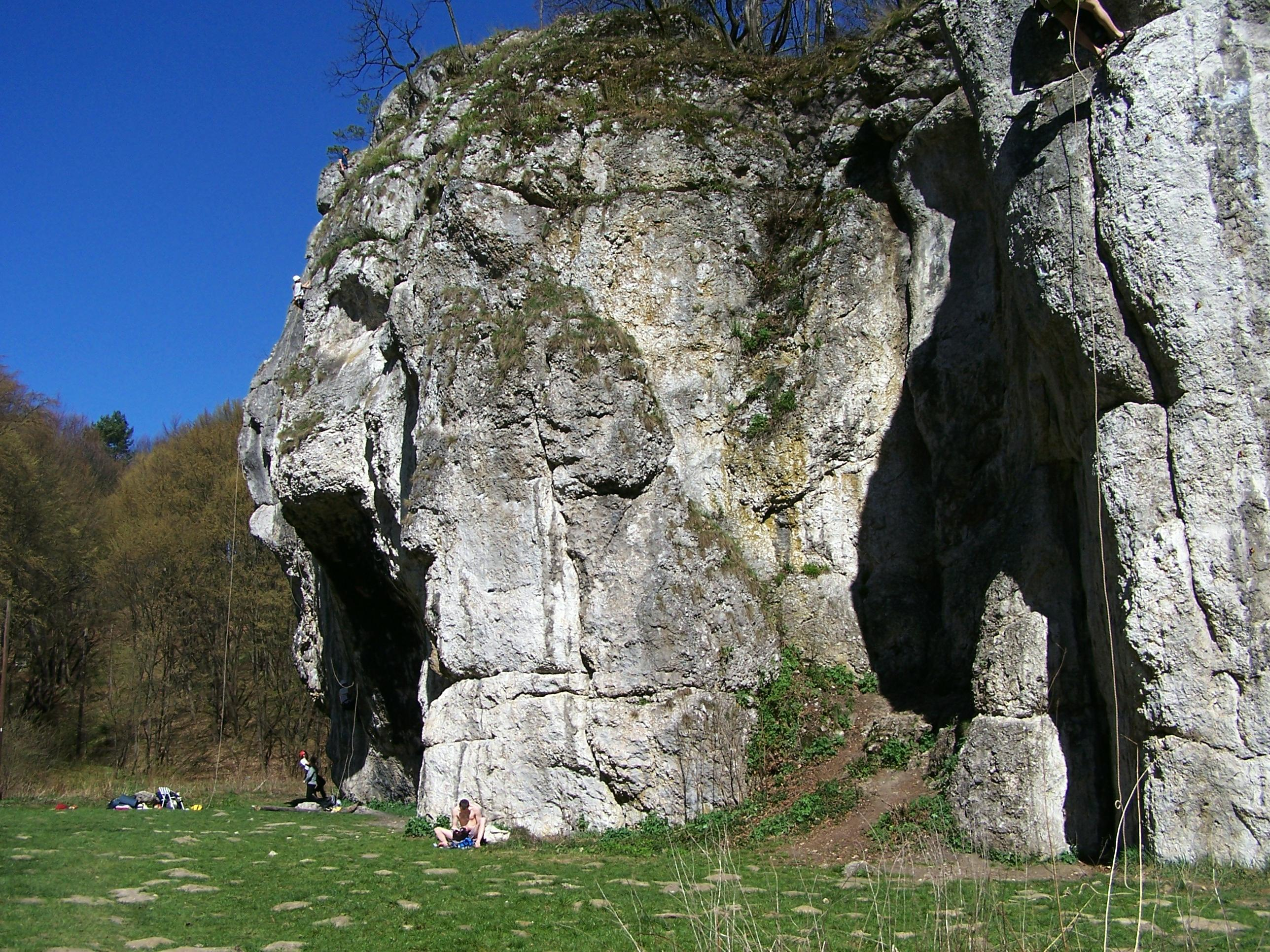
Дупа Слона, або ж Замок

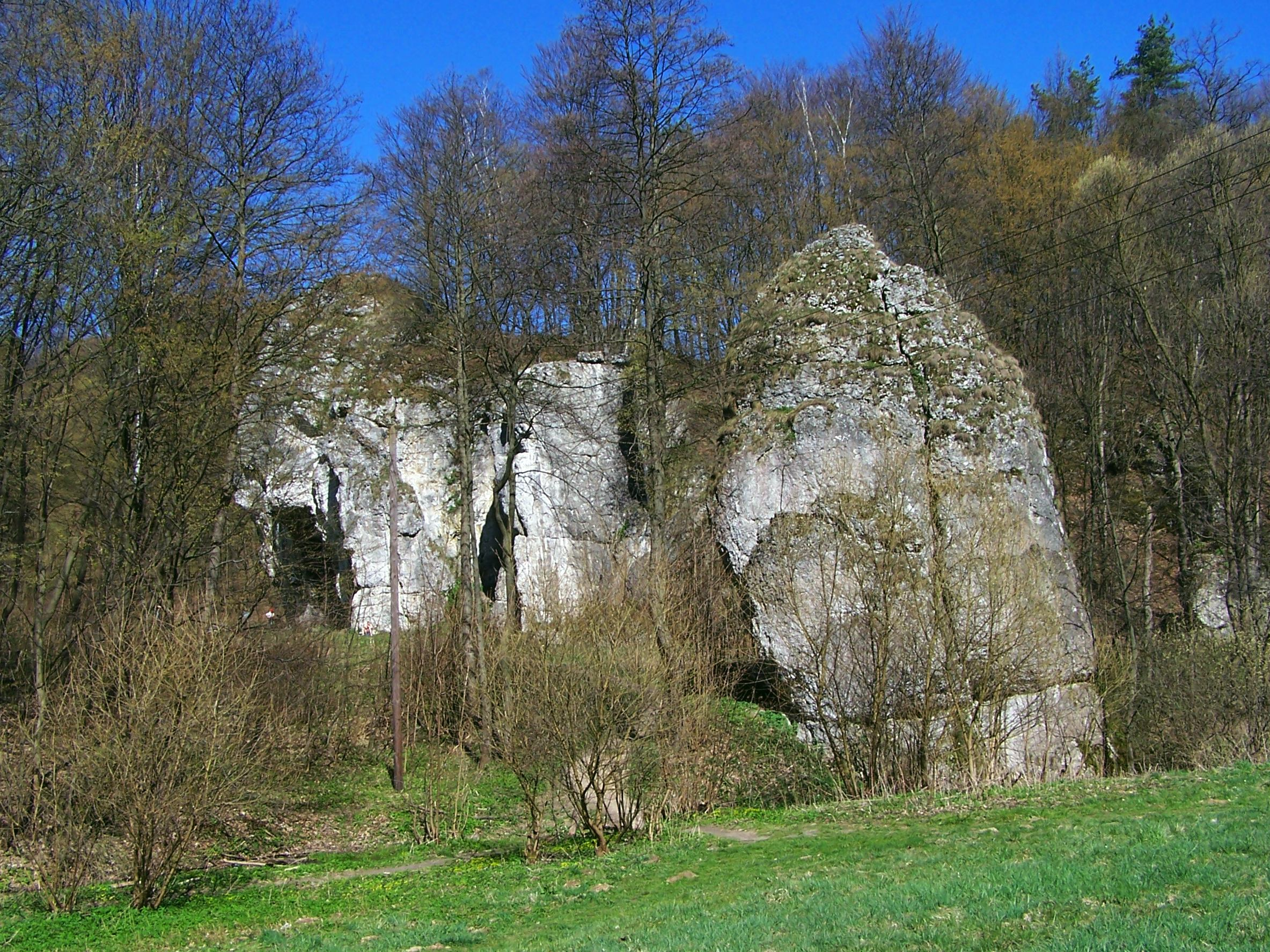
Спереду праворуч скеля Бабуся, далі — Дупа Слона

Дупа Слона (пол. Dupa Słonia), місцева назва Замок (пол. Zamczysko, замчисько) — скеля з юрського вапняку, розташована на Краківсько-Ченстоховській височині в Бендковській долині (ґміна Велька Весь, Малопольське воєводство, на північний захід від села Бендковиці).

## Опис
Скеля розташована в центральній частині Бендковської долини обіч трав'янистої галявини, що утворилася з розширення бічної ущелини, яка впадає в дно долини з орографічно правої сторони струмка Бендкувка. Є дуже популярним місцем для скелелазіння. Через скелю проходять чимало трас для скелелазіння, яким гірські альпіністи дали оригінальні назви, наприклад: Бендковський Плейбой, Бендковська Вульва, Какофонія, Примадонна, Важко і безплатно, Мала Дупа Слона. Вони мають різний ступінь складності, наприклад, Какофонія має VI.2+ за так званою шкалою Куртики. У квітні 2007 року завдяки зусиллям Польської Асоціації Альпінізму на Дупі Слона встановлено чи поновлено страхувальні засоби.

## Топонім
Назва «Дупа Слона» поширилася у середовищі альпіністів у 70-х роках XX століття, а утвердилася завдяки одному з найскладніших на той час альпіністських маршрутів. З часом поширилася до такої міри, що витіснила стару місцеву назву «Замок».